# (1572) Познания
(1572) Познания — астероид главного пояса, открытый 22 сентября 1949 двумя польскими астрономами Анджеем Квиком и Ежи Добжицким. Назван в честь польского города Познань, название дано на латинском языке. Тиссеранов параметр астероида относительно Юпитера — 3,147.